# Cratere Valerie
Valerie  è un cratere sulla superficie di Venere.